# Dizalica
Dizalica ili granik (prema njem. Kranich: ždral; otuda i ponekad naziv kran) je naprava ili stroj za dizanje, premještanje i povlačenje tereta. Najstarija naprava za dizanje ili pomicanje tereta jest poluga, s kojom se može s manjom silom podići veći teret, ali je pritom pomak tereta onoliko puta manji koliko je puta teret veći od pogonske sile. Dizalice mogu imati ručni i strojni pogon. Ručni pogon se nalazi samo kod dizalica s rijetkom ili povremenom uporabom, za manje terete i male visine dizanja. Strojni pogon upotrebljava se kod dizalica s učestalom primjenom, za teške terete, velike okomite i vodoravne pomake te za premještanje velikih količina materijala. Danas se najviše primjenjuje električni pogon. Gdje nema u blizini izvora električne energije, primjenjuje se pogon motorom s unutarnjim izgaranjem, uglavnom Dieselovim motorom. U specijalnim slučajevima prikladan je i dizelsko-električni pogon. Prednosti uljnoga hidrauličnog pogona su jednostavnije upravljanje, dobra i stalna regulacija, mekan rad i mnogo manje mase u pokretu. Primarni pokretači hidrauličnog pogona su elektromotor, Dieselov motor i, kod malih dizalica, ručni pogon. Pneumatski pogon primjenjuje se gotovo jedino za stacionarne dizalice malog učinka. Parni pogon je danas praktički napušten.

## Povijest
Tamo gdje sila ljudskih mišića nije dovoljna, mora se zamijeniti nekom drugom silom. Zbog toga primjena dizalica (prenosila i dizala) seže daleko u prošlost. Negdje oko 2 600 pr. Kr. u gradnji staroegipatskih piramida upotrebljavale su se klizaljke, poluge i koloture za prijenos golemih količina kamenih blokova. Kako su zapravo izgledala ta pomoćna sredstva za prijenos, može se samo naslućivati. Isto se tako može samo naslućivati kakva je bila tehnika dizanja i prijenosa velikih kamenih blokova, mase i do 45 tona, od kojih su izgrađeni megalitski spomenici. Jedan od najčuvenijih takvih spomenika je Stonehenge u blizini Salisburyja u Engleskoj, za koji su se tako teške kamene grdosije donosile iz kamenoloma udaljenog 180 kilometara, i to već u 3. tisućljetu pr. Kr.
U doba stare grčke kulture bio je već poznata dizalica s kolom za gaženje. Čovjek je penjući se po obodu takva kola velikog promjera okretao pogonsko kolo dizalice. Za vrijeme starorimskog doba ta se vrsta dizalica usavršila. Sačuvani mozaici i reljefi iz 2. stoljeća prikazuju takve dizalice. 
U srednjem vijeku grade se i toranjske okretne dizalice za dizanje tereta. Prva dizalica sa svojstvima modernih dizalica pronalazak je L. da Vincija. Ta se dizalica mogla okretati na okretnoj platformi, a imala je ručicu za dizanje i zadržač, što je omogućivalo dizanje a sprečavalo padanje tereta.
Primjena parnog stroja za pogon dizalica počinje oko 1850., i to najprije za izvozna postrojenja u rudnicima. Prva dizalica s električnim pogonom bila je postavljena u hamburškoj luci 1892. Zahvaljujući malim mjerama i težini, uz relativno veliku snagu, elektromotor je omogućio pojedinačni pogon za sve vrste djelovanja dizalice. Elektromotor je također omogućivao da se s relativno malim strojevima podižu i najteži tereti, te da se postignu veliki momenti pokretanja bez ugradnji spojki, a time i kratko trajanje pokretanja. Od tada počinje snažan i brz razvitak svih vrsta dizalica.

## Podjela
Dizalice su različite namjene pa se razlikuju po obliku, po sastavnim dijelovima, po složenosti konstrukcije, po broju i vrsti pogonskih mehanizama, vrsti pogona i upravljanja, načinu zahvaćanja tereta i tako dalje.

### Male ili serijske dizalice
Takve su dizalice jednostavni mehanizmi ili uređaji za dizanje tereta kao što su razne podne dizalice, koloturnici, vitla i vitlene dizalice, podizni stolovi i radne platforme i slično. Serijske dizalice u pravilu ostvaruju samo pravocrtno pomicanje tereta, najčešće u smjeru gore-dolje, ali kao vitla služe i za povlačenje tereta.

### Složene dizalice, granici ili kranovi
To su postrojenja u pravilu s 3 ili više pogonskih mehanizama pa mogu teret dizati, prenositi i spuštati unutar ograničenog radnog prostora. Vanjski oblik takvoj dizalici daje nosiva metalna konstrukcija, koja može biti nepomična, vozna po tračnicama, samovozna po tlu ili ugrađena na plovilu. Stupna dizalica ima konzolu koja se može okretati i do 360° oko okomite osi nepomičnog stupa. Oslonci takve dizalice mogu se pričvrstiti i na zid ili na druga, dovoljno čvrsta uporišta. Teret se diže i premješta s pomoću voznoga vitla (mačke), koje putuje po kraku konzole. Zidna dizalica je oslonjena na tračnice i vozi se uzduž zida hale. Mosna dizalica ima nosivu konstrukciju u obliku mosta koji se kreće duž tvorničke hale po stazama postavljenim ispod stropa. Portalne dizalice imaju vozno postolje u obliku portala (vrata) koji čini okvirna konstrukcija s okomitim nogama spojenima s vodoravnim  nosačem po kojem se vozi mačka za dizanje tereta. Pretovarni mostovi su portalne dizalice s većim rasponom vozne staze (do 100 metara i više), često s prepustima na jednom ili na oba kraja mosta, služe najčešće za pretovar tereta u lukama, na skladištima i slično. Okretne portalne dizalice imaju vozno postolje u obliku portala na kojem se nalazi okretni dio dizalice s potrebnom nosivom konstrukcijom te s pogonskim mehanizmima za dizanje, okretanje i promjenu dohvata. Te dizalice služe za pretovar tereta u lukama, na željeznici, skladištima, za montažne radove u brodogradnji, mostogradnji i slično. Okretne stupne dizalice imaju visok okomiti stup i konzolu ili nagibni krak za promjenu dohvata. Već prema potrebi, stup dizalice je nepokretno temeljen za podlogu ili ugrađen na voznom postolju za vožnju po tračnicama. Okretanje oko okomite osi ostvaruje se velikim okretnim ležajevima, koji mogu biti na vrhu stupa (stup se tada ne okreće) ili nisko, na postolju (stup se okreće). Upotrebljavaju se pretežito za građevinske i montažne radove te često u lukama i brodogradilištima. Vozne ili mobilni dizalice su okretne dizalice na voznom postolju sa samostalnim pogonom za vožnju do mjesta uporabe. Ovisno o dostupnosti mjestu uporabe, vozne dizalice imaju vozno postolje na automobilskim kotačima (pneumatik), na gusjenicama ili na željezničkim kotačima za vožnju po pruzi. Vozne dizalice izrađuju se danas za dizanje i najtežih tereta, te za visine dizanja i preko 100 metara. Jarbolna dizalica ili derik ima okomiti jarbol i najčešće pri dnu jarbola oslonjen dohvatnik koji može mijenjati nagib kao kod okretnih dizalica. Upotrebljavaju se najviše za montažne radove za nosivosti i do 500 tona, a mogu se ugraditi i na mjestima neprikladnima za druge vrste dizalica, kao što su krovovi ili zidovi zgrada i slično. Kabelne ili žičane dizalice imaju jedno ili više napetih nosivih čeličnih užeta kao stazu po kojoj se vozi mačka za dizanje i prijenos tereta. Raspon glavnog nosivog užeta može iznositi i do 1 000 metara. Upotrebljavaju se na otvorenome, najčešće na velikim gradilištima. Plutajuća dizalica okretna je i nagibna dizalica ugrađena na plovilu. Služi pri gradnji lukâ, obala i mostova, za lučke radove i za spašavanje brodova. 
Granik (prema njem. Kranich: ždral; ponekad i kran) je postrojenje koje diže i vodoravno prenosi teret. Visina dizanja može se mijenjati i obično iznosi samo nekoliko metara, a rijetko doseže više desetaka metara. Vodoravni prijenos također se može mijenjati, a ograničen je raspoloživim prostorom. Prenosi se gibanjem čitava granika ili glavnog dijela njegova postolja. Po tome se granik i razlikuje od dizala koje se ne giba vodoravno. Naprava na kojima se visina tereta za vrijeme prijenosa ne može mijenjati naziva se prenosilo. Među tipične granike spadaju naprave i postrojenja koja u tvorničkim halama dižu, prenose i spuštaju teret. Liftovi su tipična dizala, a rudarski vagoneti vučeni lokomotivom tipična su prenosila. Međutim, među prenosilima stalne (kontinuirane) dobave ima mnogo takvih koja teret mogu dizati ili ga čak samo dižu. 

#### Mosne dizalice
Mosna dizalica ili mosni granik je vrsta dizalice koja ima nosivu metalnu konstrukciju u obliku mosta koji se kreće duž tvorničke zgrade (hale) po stazama (obično tračnice) postavljenim ispod stropa. Mosna dizalica služi uglavnom za prijenos (transport) sipkog materijala i predmeta unutar industrijskih pogona, za premetanje materijala i predmeta u skladištima, za prijenos u radionicama i montažnim zgradama (halama), te za utovar i istovar željezničkih vagona i kamiona. Mosna dizalica sastoji se od mosta (nosiva metalna konstrukcija), vitla, strojnih sklopova i električnih uređaja. Na glavnim nosačima mosne dizalice smještene su tračnice vitla dizalice. Krajevi glavnih nosača kruto su vezani na poprečne nosače u kojima su smješteni vozni kotači dizalice. Obično je samo polovica tih kotača vezana na pogonski mehanizam za vožnju. To su pogonski kotači, a ostali su slobodni kotači dizalice. 

##### Viseće dizalice
Viseća dizalica ili viseći granik je vrsta mosne dizalice s voznim prugama zavješenima pretežno na stropovima ili krovnim konstrukcijama. Zavješenje može biti čvrsto ili takvo da se pruga može njihati u poprečnom smjeru, a pruga u uzdužnom smjeru je ukrućena. Nosač dizalice je najčešće punostjen, a vitlo dizalice se kreće po donjem pojasu, odnosno po prirubnici nosača. Vitlo visi na dvije naprave za vožnju koje su građene za kretanje po donjoj prirubnici nosača. Naprave za vožnju imaju više kotača malog promjera. Dizalicom se upravlja uglavnom s poda preko upravljačkog kabela. Želi li se dizalicom upravljati odozgo, tada je potrebno napravi za vožnju dizalice ili vitla priključiti voznu upravljačnicu. Viseće dizalice mogu biti izvedeni i s dva nosača. 

##### Dizalice viljuškari
Dizalica viljuškar je građena kao kombinacija mosne dizalice i viljuškara. U uskim prolazima između skladišnih polica rad je s viljuškarima otežan ili nemoguć, pa su tada veoma prikladne dizalice viljuškari. Vitlo se takve dizalice kreće po mostu koji može biti načinjen i kao most viseće dizalice. Na vitlu je pričvršćen okomiti stup koji se pomoću okretnice može okretati oko svoje okomite osi. Po stupu se gore-dolje kreće nosač s viljuškom, kojom se paletizirani tereti dižu, umeću u police ili prenose na druga prijevozna sredstva. Okomito kretanje nosača s viljuškom ostvaruje se pomoću lanaca, čeličnih užadi ili hidrauličkih cilindara. Stup može biti krut, pa tada seže do oko 100 mm iznad poda i ometa slobodan prolaz vozilima kroz hodnik. Ako se stup može uvući, oslobađa prolaz, što omogućuje prijelaz dizalice preko vagona i kamiona, te neposredni utovar i istovar. Takvi dizalice, umjesto viljuške, mogu imati i neku drugu napravu za prihvaćanje tereta ili platformu koja se dade uvlačiti. Oni mogu slagati pojedinačne terete jedan na drugi u redove i u skladištu bez polica.   
Dizalicom viljuškarom može se upravljati s poda do visine slaganja oko 5 metara, jer se do te visine još dobro može promatrati unošenje tereta u police, odnosno slaganje tereta. Za veće visine slaganja (do 20 metara) dizalica ima upravljačnicu koja se kreće po stupu uz nosač s viljuškom i tako omogućuje upravljaču dizalice dobar pogled na teret. Nosivost dizalica viljuškara iznosi od 0,15 do 6 tona, a najčešće od 2 do 3 tone. Brzina je vožnje oko 0,8 m/s, a brzine su dizanja od 0,1 do 0,13 m/s. Širine su prolaza između polica od 1,4 do 2,7 metra. Širi je prolaz potreban kad dizalica ima upravljačnicu. Za vožnju dizalice i vitla, okretanje i dizanje postoje posebni elektromotori. Elektromotori za vožnju dizalice i vitla omogućuju i vožnju s malom brzinom za točno unošenje tereta u police.     
Prednosti su dizalice viljuškara pred običnim viljuškarom, koji se kreće po podu, u tome što mogu slagati robu na veću visinu i što prolazi između polica mogu biti uži. Dizalice viljuškari imaju manje troškove održavanja i pogona, ali višu nabavnu cijenu od običnih viljuškara iste nosivosti. Osim toga, djelovanje dizalice viljuškara ograničeno je na skladišni prostor, jer se ne mogu kretati i izvan skladišta kao obični viljuškari. Iskoristiva visina slaganja običnog viljuškara iznosi do 8 metara.
Naprave za posluživanje polica služe za vađenje predmeta iz polica da bi se sastavila neka pošiljka. Ta naprava sliči dizalici viljuškaru, s tom razlikom što nema okretni stup, nego krute vodilice po kojima se gore-dolje kreće nosač za radnika. S nosačem se kreće i radna ploha na koju radnik stavlja predmete iz pretinca police. Poželjno je da brzine vožnje i dizanja budu što veće. Vitlo takve naprave kreće se po gornjoj konstrukciji polica, a na podu je naprava vođena tračnicama s obje strane ili jednom tračnicom u sredini prolaza. One mogu biti dolje oslonjene, a gore vođene. To je još uvijek u razvoju, pa se često pojavljuju nove konstrukcije. Nosivost naprava za posluživanje polica iznosi od 250 do 1 000 kilograma. Takve se naprave mogu konstruirati da rade i potpuno automatski. 
Osim naprava za posluživanje polica konstruiranih prema dizalicama viljuškarima, postoje i naprave konstruirane prema običnom viljuškaru koji se kreće po podu. Nosač za radnike i radna ploha podižu se do visine oko 8 metara. Pri takvoj visini brzina vožnje mora biti veoma malena.

##### Pokretne konzolne zidne dizalice
Pokretna konzolna zidna dizalica može se smatrati posebnom izvedbom mosne dizalice. Vitlo konzolne zidne dizalice kreće se po dva konzolna nosača koji su na krajevima povezani poprečnim nosačima. Takve dizalice uzrokuju velike momente savijanja u stupovima hala, pa su potrebne teške i skupe konstrukcije tvorničkih hala. Zbog toga se takve dizalice primjenjuju samo ako se viša cijena hale nadoknađuje prednostima koje u pogonu imaju takve dizalice. Takve su prilike u čeličanama i ljevaonicama gdje konzolne zidne dizalice poslužuju površine s kalupima smještene uza zid hale. Povrh konzolnih zidnih dizalica kreće se u ljevaonicama ljevaonička dizalica koja između njih prenosi ljevaonički lonac. Nosivost pokretnih konzolnih zidnih dizalica iznosi od 2 do 10 tona, pa nastaju momenti tereta do 1 000 kNm. Brzina je vožnje dizalice do 2 m/s.  

##### Okretne zidne i stupne dizalice
Okretna zidna dizalica pričvršćena je na zid i zakreće se oko nepomične osi. Ona može biti pričvršćena i na alatnom stroju. Zakret zidne dizalice iznosi do 180°. Okretna stupna dizalica ima zakret do 270°, a neke od njih i do 360°. I zidne i stupne okretne dizalice prenose teret vodoravno zakretanjem dohvatnika ili vožnjom vitla po dohvatniku. Dohvatnik se nakreće tako da se teret ručno vuče ili potiskuje, odnosno, da se dizalica zakreće električnim pogonom. Nosivost okretnih dizalica iznosi od 100 do 6 000 kilograma pri dosegu od 2 do 12 metara, pa teret proizvodi moment sile do 80 kNm. Takve dizalice pretežno služe za smještaj pomoćnih naprava i strojnih dijelova na alatne strojeve i za njihovo skidanje poslije završene obrade. Tako se znatno rasterećuju radioničke mosne dizalice. U pogonima u kojima postoji opasnost od eksplozije ili požara primjenjuju se okretne stupne dizalice s pogonom na stlačeni zrak. Nosivost takvih dizalica iznosi od 150 do 20 000 kilograma.

#### Portalne dizalice
Portalna dizalica ili portalni granik je dizalica koja ima vozno postolje u obliku portala (vrata) koja čini okvirnu metalnu konstrukciju s okomitim nogama spojenima s vodoravnim nosačem po kojem se vozi mačka za dizanje tereta. Most portalnih dizalica oslanja se na nogare postavljene na tračnicama položenima u ravnini zemlje. Portalne se dizalice grade i za kretanje po podu bez tračnica, ali i kao nepomične dizalice. Na postolju portalnih dizalica kreću se vitla različitih konstrukcija ili okretne dizalice (okretna vitla). Ako nogari postoje samo s jedne strane mosta, a s druge strane je tračnica dizalice postavljena visoko kao za mosna dizalica, takve se dizalice nazivaju poluportalnim dizalicama.

##### Brodogradilišne portalne dizalice
Brodogradilišne portalne dizalice za nošenje velikih sekcija pri gradnji brodova, nosivosti 750 tona, raspona 130 metara i visine dizanja do 80 metara, spada među velike portalne dizalice u svijetu. Njegova se dva vitla kreću po mostu sastavljenom od dva kutijasta nosača trapeznog oblika. Manje vitlo, takozvano vitlo za prekretanje, ima nosivost 250 tona. Veće vitlo, ispod kojeg može prolaziti vitlo za prekretanje, ima dva međusobno neovisna mehanizma za dizanje, svaki nosivosti 250 tona. Pomoću ta 3 mehanizma dižu se, prenose i prekreću sekcije broda. Upravljačnica se nalazi na kraju 10 m dugačkog nosača pričvršćenog na većem vitlu. Za pogon služe elektromotori istosmjerne struje koji se mogu regulirati u vrlo širokom području, što omogućuje precizno postavljanje dijelova konstrukcije. Dizalica se kreće na 64 kotača promjera 900 milimetara. Mehaničko-električni uređaj sprečava da se pri vožnji dizalica upopriječi. Najveće brodogradilišne portalne dizalice imaju nosivost 1 500 tona i visinu dizanja do 100 metara.

##### Pretovarni mostovi
Pretovarni mostovi upotrebljavaju se za premetanje komadne robe, a mnogo češće za sipke terete. Glavno im je obilježje dugačak most, a često i veliki raspon, tako da premošćuje čitava skladišta zajedno sa željezničkim kolosijecima, a u lukama sežu i iznad brodova. Drugo im je obilježje mala brzina vožnje dizalice, a velika brzina vožnje vitla, jer tokom rada radi samo vitlo, a most stoji. Brzina vitla pretovarnih mostova odabire se prema duljini graničkog mosta, pa je često od 2 m/s, a katkada i do 5 m/s. Brzina vožnje dizalice manja je od 0,5 m/s, a katkada i manja od 0,3 m/s. Tada takva dizalica gubi svojstvo pokretne dizalice, jer joj je uzdužna vožnja (vožnja mosta) potrebna samo da zauzme određeni položaj i da na tom mjestu omogući rad vitlu. Brzina dizanja iznosi do 2 m/s. 

##### Brodski istovarivači i brodski utovarivači
Da bi se smanjili troškovi prijevoza sipkih materijala, uglavnom rudače i ugljena, grade se veliki prekooceanski brodovi za rasuti teret, nosivosti oko 150 000 tona i više. Za isplatljivije iskorištenje tih brodova veoma je važno da se teret što brže utovari i istovari. To se može postići napravama za prijenos namijenjenima samo za istovar ili samo za utovar, a to su brodski istovarivači i brodski utovarivači.

#### Okretne dizalice
Okretna dizalica ili okretni granik je vrsta dizalice koja se može okretati oko svoje okomite srednje osi. Istureni je dohvatnik svojstven dio te dizalice. Okretne se dizalice grade u veoma mnogo različitih oblika. Velike grupe tih dizalica čine lučke i brodogradilišne dizalice, građevinske dizalice, vozne dizalice i plutajuće dizalice. Različiti tipovi okretnih dizalica najbolje se razlikuju i uspoređuju prema svojstvenim dijelovima, a to su okretište, dohvatnik i donje postolje.

#### Građevinske dizalice
Zahtjevi koje moraju ispunjavati građevinske dizalice jesu: brza montaža i demontaža bez upotrebe posebnih naprava, jednostavan prijevoz, mali zahtjev što se tiče kvalitete pruga dizalica, koje se uvijek brzo i ne pretjerano precizno postavljaju. Obično se razlikuju 4 osnovne vrste građevinskih dizalica: toranjska, vozna, portalna i kabelna građevinska dizalica.

##### Toranjske dizalice
Toranjska dizalica ili toranjski okretni granik ima visok, vitak toranj s dohvatnikom na gornjem dijelu. I toranj i dohvatnik najčešće su rešetkaste konstrukcije, da bi dizalica bila što lakša i da bi se smanjilo djelovanje vjetra. Kao postolje dizalice obično služi vagonet (maleni vagon) koji se kreće po tračnicama. Toranj je postavljen na vagonet tako da se može okretati ili da je nepomičan. Sva osiguranja s obzirom na preopterećenje i prevrtanje dizalice moraju biti osobito brižljivo učinjena. Radi dobre vidljivosti, upravljačnica je smještena visoko na tornju dizalice. Konstrukcija toranjske dizalice mora biti takva da se dizalica vlastitom snagom lako postavi, lako rastavi (demontira) i prikladno složi za prijevoz na javnim putovima. Toranjske dizalice prilagođene su suvremenom načinu gradnje velikih zgrada, pa zato imaju veliku visinu dizanja i veliki doseg.

##### Građevinske portalne dizalice
Građevinska portalna dizalica ima male zahtjeve s obzirom na kvalitetu pruge dizalice i podnose manje netočnosti u smjeru i visine pruge. Dimenzije su dizalice određene dimenzijama građevine koja mora biti čitava unutar portala dizalice. Nosivost tih dizalica može biti malena, ali i do 50 tona. Da ne bi trebalo uvijek graditi prugu dizalice, upotrebljavaju se, tamo gdje je to moguće, toranjske okretne dizalice postavljeni na cestovno vozilo. To su cestovne toranjske okretne dizalice. Dizalice nosivosti do 1 000 kilograma na dosegu 8 metara ili 500 kilograma na dosegu 15 metara, s najvećim momentom tereta od 80 kNm, ugrađuju se na kamione normalne izvedbe, a oni veće nosivosti, kojima moment tereta seže i do 800 kNm, na kamione pojačane izvedbe. Najčešće se upotrebljavaju cestovne toranjske okretne dizalice srednje nosivosti.

##### Građevinske kabelne dizalice
Građevinska kabelna dizalica ima nosivost od 5 do 10 tona, iznimno do 20 tona, a raspon im je od 600 do 800 metara, pa i više. Mogu posluživati gradilišta velikih duljina, širina i dubina, kao na primjer gradilište brane za hidroelektranu, a da pri tom ne ometaju ostali prijevoz. Takvim se dizalicama donosi uglavnom betonska smjesa. Ako je ta smjesa gušća, ona se mora prilično točno ubacivati na određeno mjesto građevine. U tu svrhu služi trakasti razdjeljivač ovješen na 2 kabelne dizalice, ali razdjeljivač može biti konstruiran i na neki drugi način. Do razdjeljivača betonska se smjesa donosi posudom koja visi na vitlu druge kabelne dizalice.

##### Samarice
Samarica (eng. derrick) je jednostavna dizalica za prekrcaj brodskoga tereta. Samarica se sastoji od kose čelične ili drvene motke (samarica u užem smislu, kadšto grana samarice) kojoj se kraj oslanja na svestrano okretljiv zglob postavljen na jarbolu ili palubi, dok joj je gornji kraj u željenom položaju pridržan užetima s koloturjem (klobučnica). Teret se podiže užetom preko kolotura pri vrhu grane i vitlom. Pri prekrcaju brodskoga tereta samarice obično rade u parovima (udvojene samarice), pri čem je jedna postavljena iznad brodskoga skladišta a druga iznad obale. Kada su izvan uporabe, spuštaju se u vodoravan položaj i pričvršćuju u posebne ležajeve na palubi, ili se dižu u uspravan položaj u ležajeve na jarbolima. Na suvremenim brodovima sve češće se zamjenjuje drugim vrstama dizalica.

##### Jarbolne dizalice
Jarbolna dizalica, jarbolni granik ili derik (prema Thomasu Derricku) ima okomiti jarbol i najčešće pri dnu jarbola oslonjen dohvatnik koji može mijenjati nagib kao kod okretnih dizalica. Upotrebljavaju se najviše za montažne radove za nosivosti i do 500 tona, a mogu se ugraditi i na mjestima neprikladnima za druge vrste dizalica, kao što su krovovi ili zidovi zgrada i slično. Jarbolne dizalice se najčešće koriste za građevinske i montažne radove. Njihova je nosivost najčešće od 2 do 25 tona, a najveći je doseg od 10 do 50 metara. S obzirom na mogućnost zakretanja razlikuju se jarbolne dizalice s krutim zategama i jarbolne dizalice s užetnim zategama.

#### Vozne ili mobilne dizalice
Vozna dizalica, vozni granik, mobilna dizalica ili mobilni granik je okretna dizalica na voznom postolju sa samostalnim pogonom za vožnju do mjesta uporabe. Ovisno o dostupnosti mjestu uporabe, vozne dizalice imaju vozno postolje na automobilskim kotačima (pneumatici), na gusjenicama ili na željezničkim kotačima za vožnju po pruzi. Vozne dizalice izrađuju se danas za dizanje i najtežih tereta, te za visine dizanja i preko 100 metara. Vozne dizalice cestovna su ili pružna vozila s uređajima za dizanje koji najčešće imaju okretne dohvatnike. U vozne se dizalice ubrajaju cestovne dizalice koje imaju kotače s gumama, automobilske utovarne dizalice, dizalice gusjeničari i pružne dizalice koji se kreću po tračnicama. Sve vozne dizalice imaju svoje vlastito energetsko postrojenje.

##### Cestovne dizalice
Prije su se razvrstavale dizalice na mobilne (pokretne) i automobilske. S vremenom su te razlike nestale, pa se danas razvrstavaju na cestovne dizalice s rešetkastim dohvatnikom i cestovne dizalice s teleskopskim dohvatnikom.

##### Automobilske utovarne dizalice
Automobilska utovarna dizalica (ili samo utovarna dizalica) u prvom je redu namijenjena za utovar i istovar vozila na kojemu je ugrađena (montirana). Takve dizalice imaju hidraulički pogon, a napravljeni su s teleskopskim dohvatnikom, koljenčastim dohvatnikom ili kombinacijom tih dviju izvedbi. Nosivost takvih dizalica iznosi od 0,5 do 9,5 tona. Automobilska utovarna dizalica teške izvedbe, za teretnjak iznad 9 tona korisnog tereta s četiri podupore, može imati najveću nosivost 6,65 tona pri dosegu od 1,85 metar ili 2 tone pri dosegu od 7 metara.

##### Dizalice gusjeničari
Dizalica gusjeničar upotrebljava se za montažne i građevinske radove na teško pristupačnim terenima i terenima male nosivosti. Mogu biti opremljene normalnim dohvatnikom, rešetkastim dohvatnikom za visokogradnje s vršnim dohvatnikom ili bez njega, te toranjskim okretnim uređajem. Nosivosti dizalice gusjeničara najčešće iznose od 10 do 160 tona, ali dosežu i do 650 tona. Dizalice gusjeničari imaju malu brzinu vožnje, do 5 km/h, pa se one zbog toga na veće udaljenosti moraju prevoziti, katkada i djelomično rasklopljene (demontirane).

##### Pružne dizalice
Pružna dizalica ili pružni granik je vozna (mobilna) dizalica koja se kreće po tračnicama. Postoje dvije vrste takvih dizalica, jedne koji rade na prugama velikih industrijskih poduzeća i luka, i druge koje se kreću i rade na prugama javnih željeznica. Te druge grade se u skladu s tehničkim propisima željeznica, a nazivaju se željezničkim dizalicama. 

##### Željezničke dizalice
Željeznička dizalica ili željeznički granik služi za raščišćavanje pruge nakon željezničkih katastrofa, za montažne radove na mostovima i pruzi, i slično. Brzina vožnje željezničkih dizalica s vlastitim pogonskim uređajem iznosi od 3,6 do 9 km/h, a kad ih vuče lokomotiva, mogu podnijeti brzinu vožnje od 80 do 100 km/h. Željezničke dizalice imaju u podvoscima nosiva pera koja se blokiraju kada dizalica radi. Nosivost željezničkih dizalica iznosi od 3 do 250 tona, a moment tereta od 250 do 20 000 kNm. Pogon im je dizelsko-električni i dizelsko-hidraulički.

##### Plutajuće dizalice
Plutajuća dizalica, ploveća dizalica, plovna dizalica ili ploveći granik okretna je i nagibna dizalica montirana na plovnom objektu. Služi pri gradnji luka, obala i mostova, za lučke radove i za spašavanje brodova. Plutajuća dizalica ima donji dio dizalice izgrađen kao četverokutni ponton. One plove i rade u blizini morskih obala. Isprva su, osobito oni teške, bile vezane za rad u svojoj izvornoj luci ili u ušćima rijeka, i uz veliki rizik prevozile su se u druge luke. Tek kasnije su konstruirane plutajuće dizalice kojima je stabilnost bila toliko povećana da su mogle sigurno ploviti morem.

##### Helikopter dizalice
Helikopter dizalica ili helikopter granik sve se više u posljednje vrijeme upotrebljava za prijenos tereta i za različite radove na teško pristupačnim terenima i mjestima gdje normalna dizalica uopće ne može raditi. U takve radove spadaju čelične montažne gradnje, postavljanje električnih dalekovoda i plinskih cjevovoda, montaža postrojenja procesne industrije i slično. Helikopter se može okomito spustiti i podići, što omogućuje dobro i sigurno podizanje tereta sa zemlje. Nedostatak je rada s helikopterom u tome što se podiže manja preciznost pri odlaganju tereta i veći udarci pri podizanju i odlaganju tereta nego kad je dizalica oslonjena na zemlju. Nezgodno je što pilot obično ne može promatrati obješeni teret, ali ima i tako građenih helikoptera koji to pilotu omogućuju.

#### Dizalice za metalurške pogone
U tu grupu dizalica spadaju dizalice prilagođene radnim uvjetima i proizvodnim zahtjevima metalurških pogona, kao što su željezare, ljevaonice, čeličane, valjaonice, kovačnice ili kalionice. Većinom su to mosne dizalice koje imaju neposredno u vitlu ili dizalici ugrađene posebne naprave za prihvaćanje i rukovanje teretom (različita kliješta, traverze i slično). Takve dizalice nemaju samo ulogu prijenosnih sredstava, nego su izravno uvršteni u proizvodni postupak. Rade u posebno teškim pogonskim uvjetima, ne samo zbog velikih tereta nego i zbog visokih temperatura i grubog pogona. U željezarama istovar i raspodjelu sirovina (rudače, koksa, dodataka) na ulaznom skladištu obavlja pretovarni most sa zahvatačem. Visoka peć se puni pomoću kose uzvlake. U hali s pješčanim ljevačkim poljem nalazi se dizalica za kalupljenje i dizalica za razbijanje i prenošenje željeznih hljebaca. 

##### Dizalice za kalupljenje
Dizalica za kalupljenje priprema pješčano ljevačko polje visoke peći za uzastopna lijevanja, tako da se uklanjaju ostaci sirovog željeza, poravnava pješčano polje i utiskivanjem izrađuju nove jame i kanali, to jest kalupi. Vitlo dizalice nosi okomito pomičnu napravu za kalupljenje s čvrstim vođenjem, kojom izrađuje udubljenja u pijesku. Ostatke sirovog željeza odstranjuje magnetom. 

##### Dizalice za razbijanje i prijenos željeznih hljebaca
Dizalica za razbijanje i prijenos željeznih hljebaca razbija hljepce sirovog željeza na ljevačkom polju pomoću zračnog čekića ili padajućeg bata što ih nosi kruta konstrukcija vitla. Za prijenos hljebaca dizalica je opremljena nosivim magnetom, koji može biti i na zasebnom vitlu.  
U čeličanama se upotrebljava mnogo specijalnih dizalica. Na ulaznom skladištu čeličnog otpada, dizalice istovaruju čelični otpad na skladište i, kad je potrebno, usitnjavaju ga, donose ga do specijalnih škara i preša za paketiranje pune korita čeličnim otpadom i donose ih na dohvat dizalici za šaržiranje. Već prema tome, da li je za te radove potrebna jedna ili više dizalica, proizlaze različiti oblici dizalica na tom dijelu postrojenja. 
Za istovar i prijenos lomljevine obično se upotrebljavaju magnetne dizalice ili dizalice s višečeljusnim zahvatačem koje služe i za prijenos rudače i ostalih dodataka. Za razbijanje lomljevine služe dizalice s padajućom kuglom. Dizalice za prijenos korita prenose napunjena korita na klupu za odlaganje s koje ih uzima dizalica za šaržiranje. Često je dizalica za prijenos korita opremljena i nosivim magnetom za punjenje korita i za prijenos lomljevine. Dizalica za prijenos i punjenje korita ima posebnu napravu s dva noseća luka koji se dadu zakretanjem izdići da bi mogli poduhvatiti 3 do 4 korita što se istodobno prenose. 

##### Šaržirne dizalice
Šaržirna dizalica vodoravnom polugom zahvaća napunjena korita i odnosi ih s klupe za odlaganje u Siemens-Martinovu peć, gdje ih okretanjem isprazne i vrate prazne na klupu za odlaganje. U posljednje vrijeme primjenjuju se umjesto šaržirnih dizalica šaržirni strojevi koji se kreću po podu.
Rastaljeni čelik iz peći odnosi ljevačka dizalica. Ljevački se dizalice upotrebljavaju i za prijenos sirovog željeza u mješače i konvertore u Thomasovim čeličanama. Iako je način lijevanja različit u hali mješača i hali za lijevanje, ljevačke dizalice su iste. Dizalice u halama s mješačem i s peći imaju nosivost do oko 125 tona, a u hali za lijevanje do oko 500 tona, već prema radnom učinku peći. U metalurškim pogonima upotrebljavaju se i ljevačke dizalice nosivosti od 50 do 100 tona. Ljevačke dizalice imaju glavni mehanizam za dizanje s traverzom i lamelnim kukama za prihvaćanje ljevačkog lonca te pomoćni mehanizam za dizanje što služi za prekretanje ljevačkog lonca. Već prema situaciji u pogonu, glavni i pomoćni mehanizam za dizanje smješteni su na jednom vitlu ili na dva međusobno nezavisna vitla. Često se za ljevačke dizalice zahtijevaju veće brzine za glavno dizanje i vožnju dizalice, a ponekad i dvije brzine za glavno dizanje. Ali, najvažniji zahtjev koji moraju zadovoljiti ljevačke dizalice jest najveća sigurnost u radu.
Odliveni se ingoti neko određeno vrijeme hlade u kokilama i zatim se kokile s njih svuku. Kokile se svlače dizalicama za svlačenje. Konstrukcija dizalice za svlačenje ovisi o tome da li ingoti imaju širi kraj dolje ili gore. Univerzalnim dizalicama za svlačenje mogu se kokile svlačiti s normalno koničnih (eng. big-end-down) i s obrnuto koničnih (eng. big-end-up) ingota. Normalno konični ingoti svlače se tako da se kliještima uhvati kokila i podiže, dok se istodobno tlačnim trnom podržava ingot i tako istisne. Oko 30% ingota zapeče se u kokilama, pa se moraju tada istiskivati silom koja doseže i deseterostruku težinu ingota. Nosivost dizalica za svlačenje iznosi od 8 do 80 tona, a pripadna tlačna sila od 1 000 do 4 000 kN.
Nakon svlačenja kokila, prije dalje prerade u valjaonicama moraju se još svjetlocrveno užareni ingoti uložiti u zagrijane duboke peći da bi postigli jednoliku temperaturu. Ingoti se mogu prenositi i ulagati u duboku peć pomoću dizalice za svlačenje kokila, ali to obično obavljaju dizalice s kliještima, koje imaju kliješta za prihvaćanje ingota te često i posebnu napravu za skidanje poklopca duboke peći, ali nemaju tlačni trn. Tim se dizalicama prenose i zagrijani ingoti do valjaoničkih pruga. Njihova nosivost iznosi od 5 do 50 tona.

##### Kovačke dizalice
Kovačka dizalica upotrebljava se u kovačnicama gdje stavlja blokove u peći za zagrijavanje, donosi blokove pod kovački čekić ili prešu ili drži te teške komade za vrijeme kovanja. Ne leži li komad pri kovanju dobro, prenose se udarci na dizalicu, pa se mogu pojaviti opasna, prevelika naprezanja. Da bi se to izbjeglo, slobodni užetnici udvojenog koloturnika, a često i gornji vodeći užetnici, imaju ugrađene opruge. U tu su svrhu prikladne opruge koje imaju položenu karakteristiku, a zbog ograničene ugradbene visine opruge se ugrađuju s prednaponom približno jednakim nosivosti dizalice.
Kovačke dizalice ne samo što drže komade koji se koju nego ih najčešće moraju i okretati, pa su zato opremljeni napravama za okretanje obješenima na kuku dizalice. Naprava za okretanje zavješena je preko opruga, a ima beskonačni zglobni lanac koji drži i okreće komad pri kovanju. 
Konstrukcijski oblik dizalice mora biti prilagođen radnim odnosima u kovačnici. Obično blok koji se kuje drže dvije dizalice, svaki s jedne strane preše. Jedna od dizalica ima napravu za okretanje s pogonom, a druga takvu napravu bez pogona. Da bi se na početku kovanja mogli držati i kratki blokovi, razmak kuka između tih dvaju dizalica treba biti malen. 
Upravljanje kovačkim dizalicama mora biti u skladu s radnim ciklusima kovačke preše, pa je zato upravljačnica smještena u ravnini nakovnja. Za složenije postupke i veće brzine kovanja zahtjevi su za upravljanje dizalicom složeniji, pa je potrebno daljinsko upravljanje s upravljačkog mjesta preše. Daljinsko je upravljanje osobito važno pri brzom radu preše, kad ona radi s 12 do 25 podizaja u minuti pri grubom kovanju, a od 60 do 100 podizaja pri završnom kovanju, već prema veličini podizaja i preše. 
Veličina kovačkih dizalica ovisi o veličini kovačkih preša. Ukupna nosivost kovačkih dizalica iznosi od 5 do 300 tona a korisna nosivost, to jest nosivost njihovih naprava za okretanje od 3,2 do 250 tona.  
Za otkivke do 30 tona pa sve i do 100 tona prikladniji su od kovačkih dizalica kovački manipulatori koji se kreću po podu. Međutim, kad se radi o kovanju dugačkih komada, stabilnost manipulatora mogla bi biti prekoračena, pa se tada upotrebljavaju kovačke dizalice. 

## Vanjske poveznice
|  | Zajednički poslužitelj ima još gradiva o temi Dizalica |

- Prenosila i dizala Hrvatska tehnička enciklopedija, portal hrvatske tehničke baštine. LZMK